# Wells Fargo Center (Filadelfie)
Wells Fargo Center je multifunkční hala ve Filadelfii v USA.
Je to domácí aréna sportovních týmů
- Philadelphia Flyers (Lední hokej - NHL)
- Philadelphia 76ers (Basketbal - NBA)
- Philadelphia Soul (Americký fotbal - AFL)
- Philadelphia Wings (Lacros - NLL)

Aréna byla dostavěna v roce 1996 a stála 206 milionů dolarů.
V této aréně se pořádá i řada koncertů.